# Nonio
Nonio är en ort och kommun i provinsen Verbano Cusio Ossola i regionen Piemonte i Italien. Kommunen hade 861 invånare (2018). Den ligger väster om Ortasjön.